# Rhodaniridogorgia
Rhodaniridogorgia is een geslacht van neteldieren uit de klasse van de Anthozoa (bloemdieren).

## Soorten
- Rhodaniridogorgia fragilis Watling, 2007
- Rhodaniridogorgia superba (Nutting, 1908)